# Hagen (Luxemburg)

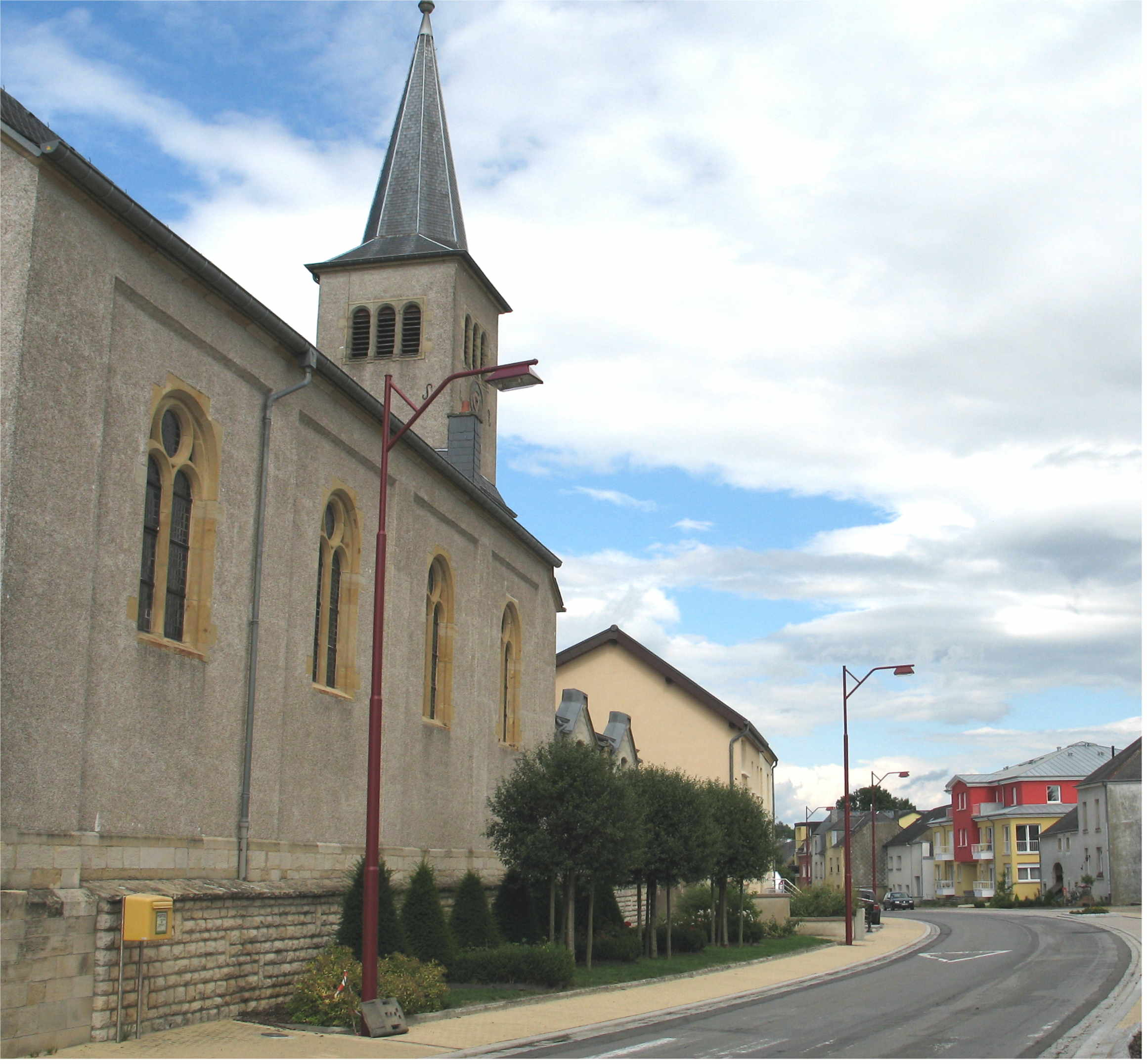
Kerk van Hagen

Hagen (Luxemburgs: Hoen) is een plaats in de gemeente Steinfort en het kanton Capellen in Luxemburg.
Hagen telt 959 inwoners (2001).
Grass · Hagen · Kleinbettingen · Steinfort

Luxemburgse gemeenten · Kanton Capellen · Luxemburg